# 朱芷茵
朱芷茵，（英文名︰Chu Chi Yan Christine），綽號「黑朱」，香港出生，朱元璋的後人，是香港聾人機構「龍耳」的手語導師，亦是龍耳電視的主持及參與香港電台節目《手語隨想曲6》的演出。她已獲得香港中文大學手語及聾人研究中心頒發的手語教學證書。

## 背景
朱芷茵出生是聾兒，幼稚園開始學習讀唇，進入一間主流小學靠讀唇語上課。後來因跟不上學習進度，轉至只供聾人就讀的真鐸學校繼續學業，開始學習手語。
大專畢業後，勞工處介紹多份政府文書工作，她表示自己筆試、體能測試均沒有問題，但之後便沒有消息，之後勞工處鼓勵她申請再低一級的職位，長達十年後才有一份僅需小學程度的懲教署二級工人職位聘請她。
由於該職位只要求小六學歷，但四年後才通知她入職，她最終選擇繼續留任聾人機構「龍耳」擔任手語導師及「龍耳電視」擔任主持。

## 成為導師的過程
朱芷茵自小就失聰，這是她成長中最大的遺憾。不過，她接受訪問時指出，最大的遺憾並不是聽不到，而是關於一個同樣是聾人的故事。
這個人叫李菁，是一名聾人教師。當朱認識李的時候，李正在嶺南大學念書，朱則在真鐸啟喑學校（一所聾人學校，後改名為「真鐸學校」）畢業後，在香港藝術中心藝術學院修讀藝術證書課程（視覺及應用藝術）。朱後來得知嶺大和香港藝術中心藝術學院合辦視覺藝術副學士課程，就想嘗試報讀。當時李菁知道朱的計劃，便教導朱如何報名，並分享了自己的經歷。朱還記得，第一天開學時，李在校園門前等候她，帶她熟悉環境。
後來，兩人各自忙於自己的生活，漸漸失去聯繫。令人意外的是，朱後來再聽到李的消息，卻是得知她在完成大學課程後一直找不到工作，最終選擇從高樓自殺身亡。
這令朱感到遺憾，因為當初李曾如此熱心地幫助她，而在李需要幫助的時候，朱卻未能伸出援手。
這份遺憾最終促使朱加入了聾人機構「龍耳」。在完成副學士課程後，由於成績一般，朱沒有升讀大學。此後，她做過排版、廣告設計等工作。2014年，她通過懲教署的面試，有機會正式上班，但經深思熟慮後，她還是選擇加入「龍耳」。朱的媽媽鼓勵她選擇自己喜歡的工作。
朱選擇加入「龍耳」，是因為想起了李菁，希望能夠幫助更多的聾人。「龍耳」是由李菁的家人和義工成立的，加入「龍耳」後，朱最大的願望是能夠成為健聽人士和聾人之間的橋樑。

## 教授手語
現在愈來愈多香港人有興趣學習手語，由於香港流通的手語主要有兩種，一種是中文手語，另一種是自然手語。身為手語導師朱芷茵接受訪問時指出，中文手語多數是用於與其他來自以中文為母語的地區的聾人交流，但未必所有聾人都有一定的語文水平，以中文手語交流難免有一定的障礙，她建議有興趣學習手語的香港人，以自然手語為學習對象，更易促進健聽人士與聾人的溝通。

## 龍耳電視
聾人機構「龍耳」推出以手語為本的網上電視頻道「龍耳電視」，朱芷茵擔任主持。她指出，聾人平時溝通偏向簡潔，只要幾個動作表達到意思便可。但擔任電視主持時，傳達資訊要準確，手語內容一定要仔細及清楚，這對她來說是一種挑戰。
她指出聾人對鬼故事的概念很好奇，例如鬼走路時有沒有聲音，是否會發出怪聲嚇人。這些都會在手語版的《恐怖在線》看得到。

## 手語旁述世界盃
2014年電視直播世界盃足球賽事時，龍耳提供手語旁述世界盃，她接受訪問時指出，球賽或香港小姐競選等直播節目沒有字幕。有人笑，她便跟著笑，或叫人解釋。平日看球賽，只知道球傳來傳去，十分死板，不知道球員屬於哪隊，又不明白犯規的原因。
她平日少看電視，因為看得不明白，例如「吹水」等術語。她覺得手語最清楚，一看就明白，她有時都會看新聞，但有時字幕太快。

## 緊急短訊求助
香港警務處為支援未能使用999電話報案服務的聾人，由2004年10月起，推行992短訊求助服務，以取代原有傳真報案；但服務推出多年未添加功能，不但只限於已登記的聾人使用，由於是發出短訊求助，因此要額外向電訊商支付服務費。由於報案需付費，被指涉及歧視。
朱芷茵自從開始駕車後，立即登記「992」短訊服務，2017年曾因道路上有車輛阻塞而發短訊報警但未獲理會，亦因阻車而未能駛走，再發短訊報警，交涉一輪也等不到警員到場。期間她曾向「992」發送現場相片，但發現服務不支援相片、短片等「多媒體短訊(MMS)」。她更不滿「992」需要她支付短訊費用，因健聽人打『999』都不需付費，但聾人打『992』要收費，感到不公。

## 外部連結
- 有聲無聲．在一起：黑朱與她的健聽夥伴 （页面存档备份，存于）